# 7-й Предпортовый проезд
7-й Предпорто́вый проезд — улица в Московском районе Санкт-Петербурга. Состоит из нескольких раздельных магистралей, примыкает к ряду улиц района «Предпортовая». Общая протяжённость — 1975 м.

## География
7-й Предпортовый проезд состоит из нескольких не соединённых между собой отрезков:
1. Отрезок, отходящий на юго-запад от Кубинской улицы в 350 метрах от пересечения последней со 2-м Предпортовым проездом. Протяжённость отрезка — 130 м.
2. Отрезок, отходящий на север от Предпортовой улицы в точке примыкания последней к КАД. Протяжённость — 625 м.
3. Отрезок, отходящий на юг от западной оконечности 6-го Предпортового проезда. Протяжённость — 520 м.
4. Отрезок, примыкающий к Пулковскому шоссе в 500 метрах к северу от его пересечения с КАД. Протяжённость — 700 м.

## История
Проезд получил название 15 июня 1976 года.

## Здания и сооружения
- дом 12 — база бумажной фабрики «Гознак»
- дом 14 — склад типографии № 12 им. М. И. Лоханкова
- складские помещения
- производственные территории
- гаражи

## Транспорт
- Пересечение с Кубинской улицей:

1. Метро: «Московская» (1600 м)
2. Автобус № 62

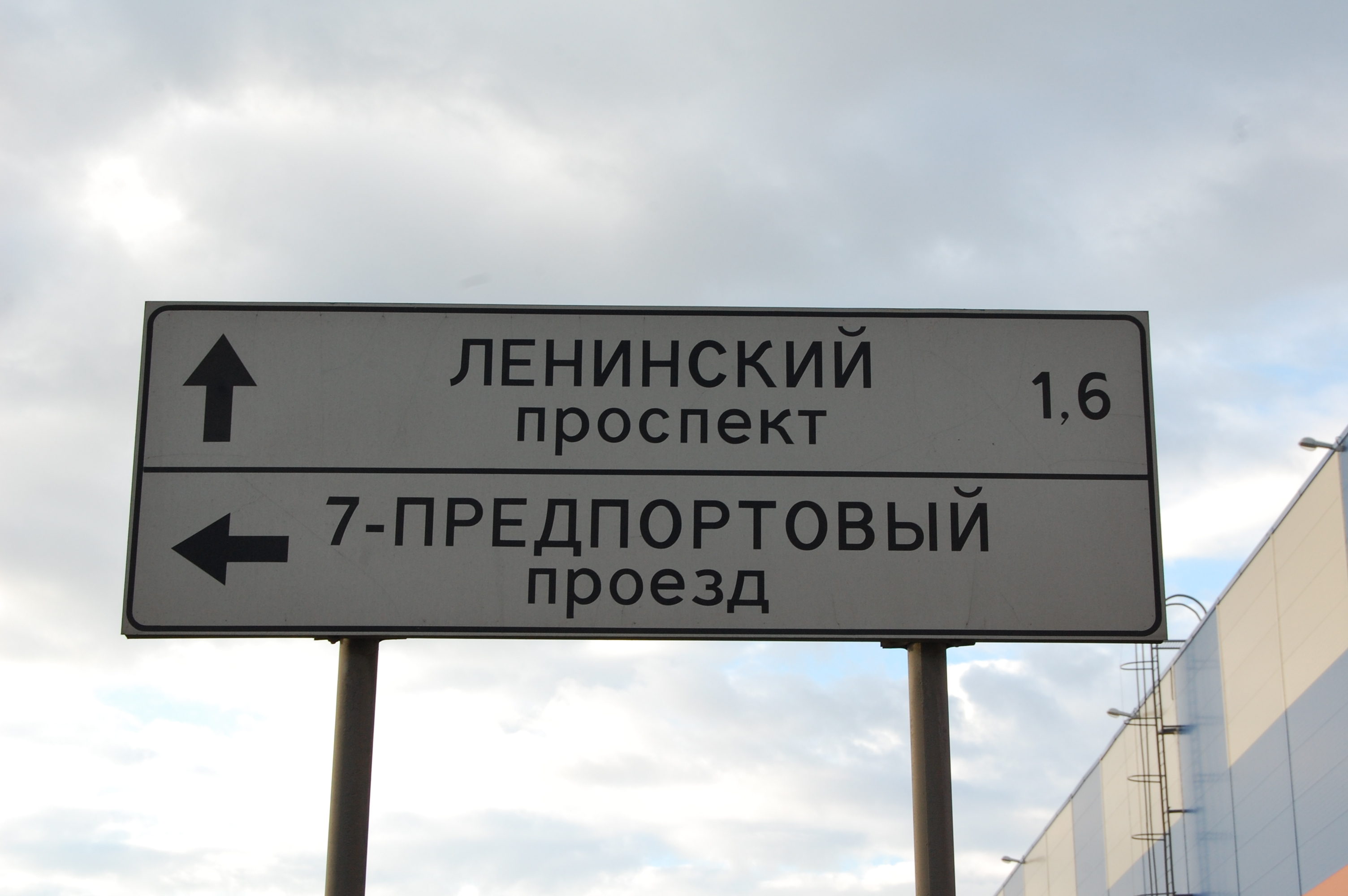
Указатель на Кубинской улице

- Пересечение с Предпортовой улицей:

1. Автобус: № 3, 11, 62
2. Ж/д платформы: Предпортовая (400 м)

- Пересечение с Пулковским шоссе:

1. Метро: «Звёздная» (2280 м)
2. Маршрутные такси: № К545.
3. Автобусы: № 13, 13А, 39, 55, 90, 150, 155, 187, 431, 478.
4. Ж/д платформы: Аэропорт (410 м)

## Пересечения
С севера на юг:
- Кубинская улица
- Предпортовая улица
- 6-й Предпортовый проезд
- Пулковское шоссе